# Magister legens
Magister Legens ist ein historischer akademischer Grad, der den Magistergrad zur Grundlage hat und der durch eine öffentliche Disputation erworben werden kann. Durch den Magister legens wurde das Recht erworben, an einer Universität Vorlesungen halten zu dürfen. Ein Magister legens ist daher mit dem heutigen Privatdozenten vergleichbar.